# Liste des cavités naturelles les plus profondes des Pyrénées-Atlantiques

Département des Pyrénées-Atlantiques.

La liste des cavités naturelles les plus profondes du département des Pyrénées-Atlantiques recense sous la forme d'un tableau, les cavités souterraines naturelles connues, dont la dénivellation est supérieure ou égale à trois cents mètres.
La communauté spéléologique considère qu'une cavité souterraine naturelle n'existe vraiment qu'à partir du moment où elle est « inventée » c'est-à-dire découverte (ou redécouverte), inventoriée, topographiée et publiée. Bien sûr, la réalité physique d'une cavité naturelle est la plupart du temps bien antérieure à sa découverte par l'homme ; cependant tant qu'elle n'est pas explorée, mesurée et révélée, la cavité naturelle n'appartient pas au domaine de la connaissance partagée.
La liste spéléométrique des plus profondes cavités naturelles des Pyrénées-Atlantiques (≥ 300 m) est  actualisée fin 2018.
La plus profonde cavité répertoriée dans le département des Pyrénées-Atlantiques est le gouffre de la Pierre Saint-Martin (cf. ligne 1 du tableau ci-dessous).

## Pyrénées-Atlantiques (France)

### Cavités de dénivellation supérieure ou égale à300m
65 cavités sont recensées au 1er janvier 2025.
| Réf. | Cavités (autres noms)                | Communes                                 | Massifs ou zones géographiques | Coordonnées (WGS 84)        | Dénivelée (en mètres) | Développement (en mètres) | Sources ou références                                 | Mises à jour |
| ---- | ------------------------------------ | ---------------------------------------- | ------------------------------ | --------------------------- | --------------------- | ------------------------- | ----------------------------------------------------- | ------------ |
| 1    | Gouffre de la Pierre Saint-Martin    | Arette, Sainte-Engrâce & Isaba (Espagne) | Pierre Saint-Martin - Larra    | 42° 58′ 05″ N, 0° 46′ 09″ O | +001 410, m           | +88 111, m                | Michel Douat & Spelunca no 136 & Spelunca n°166       | 2025-01      |
| 2    | Réseau de Soudet                     | Arette & Sainte-Engrâce                  | Pierre Saint-Martin - Larra    | 42° 58′ 51″ N, 0° 45′ 24″ O | +001 188, m           | +10 745, m                | ARSIP, plongeesout.com, spéléoc no 39 & Scialet no 15 | 2016-09      |
| 3    | Gouffre du Cambou de Liard           | Accous                                   | Iseye                          | 42° 56′ 39″ N, 0° 31′ 35″ O | +000926, m            | +2 500, m                 | Scialet no 1                                          | 2000-00      |
| 4    | Gouffre Touya de Liet                | Accous                                   | Iseye                          | 42° 56′ 31″ N, 0° 30′ 49″ O | +000894, m            | +5 300, m                 | Scialet no 12 & Karsteau 4.0                          | 2000-00      |
| 5    | Arresteliako Ziloa                   | Sainte-Engrâce                           | Pierre Saint-Martin - Larra    | 42° 59′ 00″ N, 0° 50′ 41″ O | +000835, m            | +60 369, m                | ARSIP & CDS 64.                                       | 2016-09      |
| 6    | Gouffre Lonné Peyret - Bourrugues    | Arette                                   | Pierre Saint-Martin - Larra    | 42° 58′ 34″ N, 0° 45′ 49″ O | +000831, m            | +34 244, m                | Scialet no 1 & CDS 64 & Spelunca n°166                | 2022-01      |
| 7    | Réseau Tasques - Krakoukas           | Accous                                   | Iseye                          | 42° 56′ 31″ N, 0° 30′ 21″ O | +000822, m            | +6 000, m                 | Scialet no 3 & Scialet no 5                           | 2000-00      |
| 8    | Grotte des Eaux Chaudes              | Laruns                                   | Pic de Ger                     | 42° 56′ 14″ N, 0° 26′ 21″ O | +000810, m            | +11 000, m                | plongeesout.com & Karsteau 4.0                        | 2000-00      |
| 9    | Satorrako Ziloua                     | Aussurucq                                | Arbailles                      | 43° 06′ 44″ N, 1° 00′ 05″ O | +000780, m            | +2 824, m                 | Speleo44 & Spelunca 79                                | 2000-00      |
| 10   | Gouffre du Couey Lotge               | Arette & Osse-en-Aspe                    | Pierre Saint-Martin - Larra    | 42° 59′ 17″ N, 0° 44′ 21″ O | +000733, m            | +8 745, m                 | CDS 64                                                | 2016-09      |
| 11   | Réseau Trois Dents - quèbe de Cotche | Eaux-Bonnes                              | Pic de Ger                     | 42° 56′ 19″ N, 0° 19′ 56″ O | +000726, m            | +3 100, m                 | Spelunca no 91                                        | 2000-00      |
| 12   | Grotte d’Arphidia                    | Sainte-Engrâce                           | Pierre Saint-Martin - Larra    | 42° 58′ 45″ N, 0° 47′ 46″ O | +000712, m            | +22 573, m                | CDS 64 & GSHP                                         | 2016-09      |
| 13   | Gouffre de la Consolation            | Accous                                   | Iseye                          | 42° 56′ 23″ N, 0° 31′ 10″ O | +000711, m            | +3 448, m                 | Scialet no 7 & Scialet no 8                           | 2000-00      |
| 14   | Gouffre Romy                         | Osse-en-Aspe                             | Pierre Saint-Martin - Larra    | 42° 58′ 54″ N, 0° 43′ 18″ O | +000705, m            | +6 400, m                 | karsteau.org & CDS 64.                                | 2023-01      |
| 15   | Gouffre du Mail                      | Castet                                   | Massif du Jaout                | 43° 03′ 04″ N, 0° 20′ 32″ O | +000629, m            | +1 142, m                 | Spéléoc no 108 & Spéléoc no 116                       | 2007-00      |
| 16   | Behiako Leizea                       | Saint-Michel                             | Urkulu - Mendilaz              | 43° 03′ 32″ N, 1° 12′ 47″ O | +000622, m            | +11 500, m                | Karsteau 4.0 & behia.fr                               | 2025-03      |
| 17   | Gouffre du Rocher de Louctores       | Eaux-Bonnes                              | Pic de Ger                     | 42° 56′ 39″ N, 0° 22′ 34″ O | +000609, m            | +1 200, m                 | Continent 7                                           | 2000-00      |
| 18   | Chipi Josetteko Leze Handia          | Sainte-Engrâce                           | Pierre Saint-Martin - Larra    | 42° 58′ 05″ N, 0° 47′ 52″ O | +000553, m            | +3 512, m                 | Spelunca no 75                                        | 2000-00      |
| 19   | Grotte de Ley                        | Eaux-Bonnes                              | Pic de Ger                     | 42° 57′ 35″ N, 0° 20′ 12″ O | +000521, m            | +6 000, m                 | Spelunca no 91                                        | 2000-00      |
| 20   | Gouffre d'Aphanicé                   | Mendive                                  | Arbailles                      | 43° 06′ 09″ N, 1° 03′ 45″ O | +000504, m            | +1 008, m                 | Chroniques souterraines & Karsteau 4.0                | 2000-00      |
| 21   | Gouffre des Isards                   | Eaux-Bonnes                              | Pic de Ger                     | 42° 56′ 26″ N, 0° 20′ 40″ O | +000500, m            | +3 500, m                 | Spelunca no 66                                        | 2000-00      |
| 22   | Gouffre de l’Aurebède                | Laruns                                   | Pic de Ger                     | 42° 56′ 03″ N, 0° 21′ 41″ O | +000487, m            | +0500, m                  | Spéléométrie de la France                             | 2000-00      |
| 23   | Trou Yogom                           | Accous                                   | Iseye                          | 42° 56′ 12″ N, 0° 30′ 27″ O | +000481, m            | +4 100, m                 | Karsteau 4.0                                          | 2000-00      |
| 24   | Gouffre de la cabane d'Ambroise      | Accous                                   | Iseye                          | 42° 56′ 38″ N, 0° 30′ 47″ O | +000479, m            | +0910, m                  | Spéléométrie de la France                             | 2000-00      |
| 25   | Gouffre Nébélé                       | Aussurucq                                | Arbailles                      | 43° 07′ 57″ N, 0° 57′ 43″ O | +000475, m            | +24 038, m                | Spelunca no 77, Collectif Nébélé & Karsteau 4.0       | 2014-01      |
| 26   | Gouffre des Corbacs                  | Laruns                                   | Pic de Ger                     | 42° 56′ 05″ N, 0° 21′ 36″ O | +000474, m            | +0500, m                  | Spéléométrie de la France                             | 2000-00      |
| 27   | Altzalegiko lezia                    | Alçay-Alçabéhéty-Sunharette              | Arbailles                      | 43° 05′ 34″ N, 0° 59′ 58″ O | +000472, m            | +3 625, m                 | Karsteau 4.0                                          | 2000-00      |
| 28   | Gouffre d’Héougacère                 | Arudy                                    |                                | 43° 05′ 18″ N, 0° 29′ 40″ O | +000470, m            | +0730, m                  | Spéléoc no 36 & Karsteau 4.0                          | 2000-00      |
| 29   | Galzarbé ko lezia                    | Aussurucq                                | Massif des Arbailles           | 43° 06′ 56″ N, 0° 59′ 41″ O | +000460, m            | +1 830, m                 | Karsteau 4.0 & CDS 64                                 | 2019-10      |
| 30   | Clot de l’Aygue de la Cuarde         | Accous                                   | Cuarde                         | 42° 52′ 00″ N, 0° 39′ 14″ O | +000444, m            | +1 009, m                 | Spelunca 139 & karsteau.org                           | 2019-10      |
| 31   | Gouffre du Chat Sauvage              | Asson                                    | Saint-Pé-de-Bigorre            | 43° 04′ 42″ N, 0° 12′ 15″ O | +000441, m            | +1 098, m                 | GSHP de Tarbes                                        | 2018-01      |
| 32   | Gouffre du Col d’Aran                | Bielle                                   |                                | 42° 56′ 03″ N, 0° 21′ 57″ O | +000439, m            | +0760, m                  | Spéléométrie de la France                             | 2000-00      |
| 33   | Réseau du Caperan                    | Eaux-Bonnes                              | Pic de Ger                     | 42° 56′ 26″ N, 0° 21′ 50″ O | +000435, m            | +3 750, m                 | CDS 64                                                | 2000-00      |
| 34   | Gorria Lezia                         | Sainte-Engrâce                           | Pierre Saint-Martin - Larra    | 42° 57′ 35″ N, 0° 47′ 58″ O | +000431, m            | +0750, m                  | Alexandre Pont & Arsip info no 58                     | 2000-00      |
| 35   | Baïlando Lezia                       | Sainte-Engrâce                           | Pierre Saint-Martin - Larra    | 42° 57′ 44″ N, 0° 48′ 29″ O | +000414, m            | +0500, m                  | Les 50 cavités de + 300 m de prof. & Arsip info no 58 | 2000-00      |
| 36   | Gouffre Iglesias                     | Eaux-Bonnes                              | Pic de Ger                     | 42° 56′ 41″ N, 0° 19′ 40″ O | +000416, m            | +2 386, m                 | Spéléo magazine no 21                                 | 2000-00      |
| 37   | Grotte Napia                         | Lées-Athas                               | Pierre Saint-Martin - Larra    | 42° 58′ 13″ N, 0° 38′ 49″ O | +000407, m            | +1 353, m                 | Les 50 cavités de + 300 m de prof.                    | 2000-00      |
| 38   | Trou souffleur de Liet               | Accous                                   | Iseye                          | 42° 56′ 29″ N, 0° 30′ 01″ O | +000404, m            | +2 000, m                 | Spéléométrie de la France                             | 2000-00      |
| 39   | Perte de Yerse                       | Asson                                    | Saint-Pé-de-Bigorre            | 43° 02′ 44″ N, 0° 11′ 53″ O | +000399, m            | +1 640, m                 | GSHP de Tarbes & Karsteau 4.0                         | 2018-01      |
| 40   | Gouffre de l’Embrochat               | Arette                                   | Pierre Saint-Martin - Larra    | 42° 57′ 11″ N, 0° 43′ 59″ O | +000385, m            | +2 100, m                 | Alexandre Pont                                        | 2000-00      |
| 41   | Système d’Exaltia                    | Aussurucq                                | Massif des Arbailles           | 43° 07′ 21″ N, 0° 59′ 15″ O | +000375, m            | +4 154, m                 | Spéléométrie de la France                             | 2004-00      |
| 42   | Gouffre d’Astreinte                  | Arudy                                    | Massif d'Escurets              | 43° 05′ 35″ N, 0° 30′ 30″ O | +000370, m            | +0774, m                  | Karsteau 4.0 & CDS 64                                 | 2019-10      |
| 43   | Gouffre de la Comète                 | Arette                                   | Pierre Saint-Martin - Larra    | 42° 59′ 23″ N, 0° 44′ 48″ O | +000364, m            | +3 279, m                 | Les 50 cavités de + 300 m de prof.                    | 2000-00      |
| 44   | Clot de Camdaretche                  | Arette                                   | Chaînons Barétous - Aspe       | 43° 04′ 20″ N, 0° 41′ 33″ O | +000360, m            | +0796, m                  | Karsteau 4.0                                          | 2000-00      |
| 45   | Trou souffleur du bois du Characou   | Accous                                   | Iseye                          | 42° 56′ 38″ N, 0° 30′ 26″ O | +000360, m            | +0000, m                  | Spéléométrie de la France                             | 2000-00      |
| 46   | Aven de la Dalle en Pente            | Arette                                   | Pierre Saint-Martin - Larra    | 42° 59′ 03″ N, 0° 47′ 30″ O | +000358, m            | +0480, m                  | Les 50 cavités de + 300 m de prof.                    | 2000-00      |
| 47   | Gouffre M 414                        | Arette                                   | Pierre Saint-Martin - Larra    | 42° 57′ 05″ N, 0° 44′ 33″ O | +000351, m            | +0807, m                  | Alexandre Pont                                        | 2000-00      |
| 48   | Gouffre du Python                    | Asson                                    | Saint-Pé-de-Bigorre            | 43° 04′ 46″ N, 0° 12′ 21″ O | +000348, m            | +0950, m                  | GSHP de Tarbes & karsteau.org                         | 2018-01      |
| 49   | Gouffre M 405                        | Arette                                   | Pierre Saint-Martin - Larra    | 42° 57′ 01″ N, 0° 44′ 28″ O | +000345, m            | +0480, m                  | Les 50 cavités de + 300 m de prof.                    | 2000-00      |
| 50   | Gouffre du Soum de Berret            | Arette                                   | Chaînons Barétous-Aspe         | 43° 04′ 08″ N, 0° 41′ 47″ O | +000343, m            | +0000, m                  | Spéléométrie de la France                             | 2000-00      |
| 51   | Gouffre de Lapasset de Barlagne      | Osse-en-Aspe                             | Pierre Saint-Martin - Larra    | 42° 59′ 04″ N, 0° 42′ 13″ O | +000337, m            | +0000, m                  | Les 50 cavités de + 300 m de prof.                    | 2000-00      |
| 52   | Gouffre BL 105                       | Arette                                   | Pierre Saint-Martin - Larra    | 42° 59′ 14″ N, 0° 47′ 10″ O | +000336, m            | +0880, m                  | Les 50 cavités de + 300 m de prof.                    | 2000-00      |
| 53   | Gouffre d’Arrouscoua                 | Béhorléguy                               | Massif des Arbailles           | 43° 07′ 25″ N, 1° 04′ 09″ O | +000332, m            | +1 000, m                 | Spéléométrie de la France                             | 2004-00      |
| 54   | Gouffre de la source de Guillemberro | Béhorléguy                               | Massif des Arbailles           | 43° 07′ 15″ N, 1° 03′ 48″ O | +000332, m            | +0000, m                  | Spéléométrie de la France                             | 2004-00      |
| 55   | Gouffre SC 60                        | Arette                                   | Pierre Saint-Martin - Larra    | 42° 57′ 26″ N, 0° 43′ 29″ O | +000330, m            | +1 730, m                 | Les 50 cavités de + 300 m de prof. & spéléoc no 29    | 2000-00      |
| 56   | Gouffre des Gégènes                  | Aussurucq                                | Arbailles                      | 43° 06′ 59″ N, 1° 00′ 02″ O | +000330, m            | +0880, m                  | Karsteau 4.0 & CDS 64                                 | 2019-10      |
| 57   | Gouffre de Cinda Blanco no 3         | Eaux-Bonnes                              | Pic de Ger                     | 42° 55′ 52″ N, 0° 20′ 25″ O | +000320, m            | +0000, m                  | Spéléométrie de la France                             | 2000-00      |
| 58   | Gouffre de Guillers                  | Arette                                   | Pierre Saint-Martin - Larra    | 42° 59′ 37″ N, 0° 44′ 56″ O | +000320, m            | +0434, m                  | Les 50 cavités de + 300 m de prof.                    | 2000-00      |
| 59   | Gouffre des Ourtets                  | Lescun & Isaba (Espagne)                 | Pierre Saint-Martin - Larra    | 42° 55′ 46″ N, 0° 43′ 46″ O | +000317, m            | +2 565, m                 | Alexandre Pont                                        | 2000-00      |
| 60   | Clots deth Cueilar der Ibèrn         | Osse-en-Aspe                             | Pierre Saint-Martin - Larra    | 42° 59′ 32″ N, 0° 41′ 50″ O | +000317, m            | +1 187, m                 | Les 50 cavités de + 300 m de prof.                    | 2000-00      |
| 61   | Gouffre de la Pyramide               | Eaux-Bonnes                              | Pic de Ger                     | 42° 55′ 49″ N, 0° 21′ 27″ O | +000305, m            | +0000, m                  | Spéléométrie de la France                             | 2000-00      |
| 62   | Gouffre de Houratate                 | Arette                                   | Pierre Saint-Martin - Larra    | 42° 58′ 42″ N, 0° 44′ 38″ O | +000303, m            | +0410, m                  | Les 50 cavités de + 300 m de prof.                    | 2000-00      |
| 63   | Gouffre Fatras                       | Arette                                   | Pierre Saint-Martin - Larra    | 42° 58′ 26″ N, 0° 45′ 44″ O | +000300, m            | +0525, m                  | Les 50 cavités de + 300 m de prof.                    | 2000-00      |
| 64   | Gouffre Monique Siari                | Arette                                   | Pierre Saint-Martin - Larra    | 42° 57′ 35″ N, 0° 44′ 29″ O | +000300, m            | +0520, m                  | Les 50 cavités de + 300 m de prof.                    | 2000-00      |
| 65   | Malika ko lezia                      | Aussurucq                                | Arbailles                      | 43° 06′ 53″ N, 1° 00′ 11″ O | +000300, m            | +0000, m                  | Spéléométrie de la France                             | 2004-00      |